# ソノマ (カリフォルニア州)
ソノマ（Sonoma）は、アメリカ合衆国カリフォルニア州のソノマ郡にある都市。市域人口は2020年時点では1万0739人。サンフランシスコ・ベイエリアの北部に位置している。

## 歴史
メキシコ領時代の1823年に建設されたソノマ伝道所が町の歴史の始まりである。21あったカリフォルニア・ミッション最後かつ最北の伝道所だった。1833年、メキシコ政府はスペイン帝国の影響力を排除するため伝道所の世俗化を決定した。ソノマ伝道所の宣教師達は強制退去させられ、伝道所はメキシコ軍の駐屯地になった。
1846年、アメリカ・メキシコ戦争が勃発し、混乱に乗じて反乱軍がソノマ駐屯地を占拠し、カリフォルニア共和国の建国を宣言した。ソノマはこの国の首都になった。しかし、アメリカ軍のカリフォルニア征服により、この国は1カ月足らずで消滅した。1848年のグアダルーペ・イダルゴ条約によりカリフォルニアはアメリカ合衆国に編入された。
1850年、ソノマ郡が設立されソノマは郡庁所在地になった。しかし1854年に郡庁はサンタローザに移転した。1883年に法人化し「ソノマ市」が誕生した。
今日のソノマは、観光都市として成り立っている。ダウンタウンの歴史的な街並みと郊外のワイナリーが観光の目玉となっている。

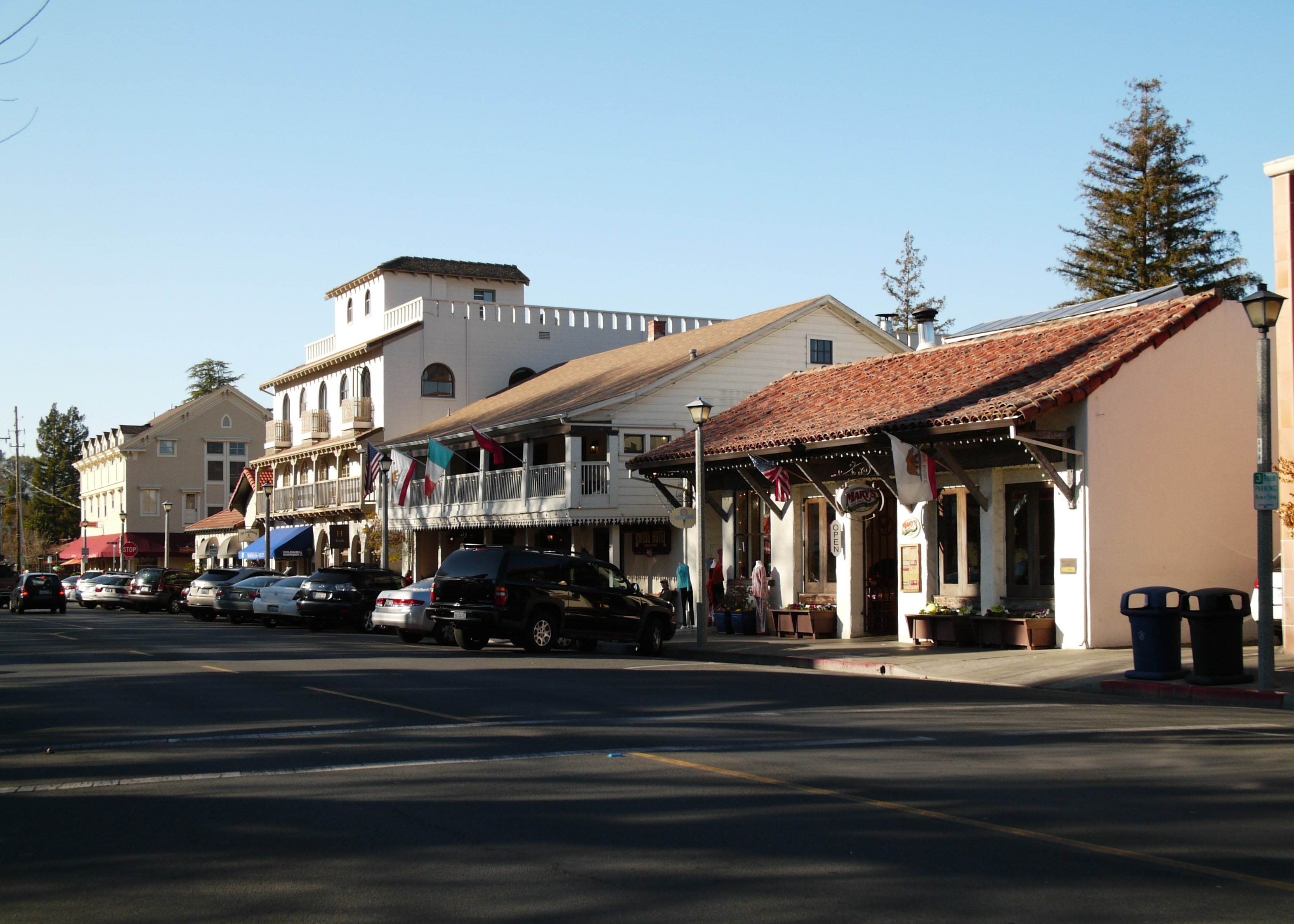
ソノマ プラザの商店